# 2000年夏季残疾人奥林匹克运动会墨西哥代表团
2000年夏季残疾人奥林匹克运动会墨西哥代表团是墨西哥派出的2000年夏季残疾人奥林匹克运动会代表团。获得10枚金牌、12枚银牌和12枚铜牌。